# كلينت هيندريكس
كلينت هيندريكس (بالإنجليزية: Clint Hendricks) هو دراج جنوب أفريقي، ولد في 26 سبتمبر 1991 في بارل ‏ في جنوب أفريقيا.

## وصلات خارجية
- كلينت هيندريكس على موقع الاتحاد الدولي للدراجات (الإنجليزية)
- كلينت هيندريكس على موقع إحصائيات الدراجات الإحترافية (الإنجليزية)